# 丰特尔维耶霍
丰特尔维耶霍，是西班牙卡斯蒂利亚-拉曼恰瓜达拉哈拉省的一个市镇。总面积13平方公里，总人口57人（2001年），人口密度4人/平方公里。